# Талер, Хельмут
Хельмут Талер (нем. Helmut Thaler, 22 января 1940, Имст, Тироль) — австрийский саночник, выступавший за сборную Австрии в 1960-е годы. Участник двух зимних Олимпийских игр, серебряный призёр Инсбрука, обладатель серебряной и бронзовой медалей чемпионата мира, вице-чемпион Европы, многократный призёр национального первенства.

## Биография
Хельмут Талер родился 22 января 1940 года в городе Имст, федеральная земля Тироль. Активно заниматься санным спортом начал в конце 1950-х годов, вскоре прошёл отбор в национальную сборную и в паре с Райнхольдом Зенном стал принимать участие в крупнейших международных стартах, показывая довольно неплохие результаты. Так, уже в 1960 году на чемпионате мира в немецком Гармиш-Партенкирхене выиграл серебряную медаль, а год спустя на соревнованиях в швейцарском Гиренбаде взял бронзу. Благодаря череде удачных выступлений удостоился права защищать честь страны на зимних Олимпийских играх 1964 года в Инсбруке, где впоследствии завоевал серебряную награду мужской парной программы.
На чемпионате Европы 1967 года в немецком Кёнигсзее Талер на двухместных санях пришёл к финишу вторым и получил, соответственно, серебряную медаль. Ездил соревноваться на Олимпийские игры 1968 года в Гренобль, прошёл квалификацию в качестве одиночника и планировал побороться здесь за медали, однако в итоге занял среди одноместных саней только четырнадцатое место. Поскольку конкуренция в сборной на тот момент резко возросла, вскоре Хельмут Талер принял решение завершить карьеру профессионального спортсмена, уступив место молодым австрийским саночникам.